# Fort Atkinson (Iowa)
Fort Atkinson és una població dels Estats Units a l'estat d'Iowa. Segons el cens del 2000 tenia 389 habitants.

## Demografia
Segons el cens del 2000, Fort Atkinson tenia 389 habitants, 165 habitatges, i 102 famílies. La densitat de població era de 484,5 habitants/km².
Dels 165 habitatges en un 26,1% hi vivien nens de menys de 18 anys, en un 53,3% hi vivien parelles casades, en un 7,9% dones solteres, i en un 37,6% no eren unitats familiars. En el 33,9% dels habitatges hi vivien persones soles el 18,8% de les quals corresponia a persones de 65 anys o més que vivien soles. El nombre mitjà de persones vivint en cada habitatge era de 2,36 i el nombre mitjà de persones que vivien en cada família era de 3,05.
Per edats la població es repartia de la següent manera: un 26% tenia menys de 18 anys, un 8,2% entre 18 i 24, un 23,7% entre 25 i 44, un 21,6% de 45 a 60 i un 20,6% 65 anys o més.
L'edat mediana era de 40 anys. Per cada 100 dones de 18 o més anys hi havia 101,4 homes.
La renda mediana per habitatge era de 34.205 $ i la renda mediana per família de 38.333 $. Els homes tenien una renda mediana de 27.292 $ mentre que les dones 17.813 $. La renda per capita de la població era de 14.702 $. Entorn del 12,3% de les famílies i el 12,7% de la població estaven per davall del llindar de pobresa.

## Poblacions més properes
El següent diagrama mostra les poblacions més properes.